# نگبینا
نگبینا (به صربی: Negbina) یک منطقهٔ مسکونی در صربستان است که در نووا واروش واقع شده‌است. نگبینا ۴۷۵ نفر جمعیت دارد.